# BA Robertson
Brian Alexander Robertson (Glasgow, 12 de septiembre de 1956) es un músico, compositor y actor escocés.

## Carrera
Robertson tuvo una serie de éxitos a finales de la década de 1970 y comienzos de los años 1980 caracterizada por canciones de pop tradicional con letras humorísticas, incluyendo a "Knocked It Off", "To Be or Not to Be" y "Bang Bang". Escribió junto con Mike Rutherford de la banda Genesis la balada "The Living Years", composición nominada a un Premio Grammy y ganadora de un galardón Ivor Novello. La canción llegó a la primera posición en las listas de Estados Unidos, Canadá, Australia e Irlanda y alcanzó la segunda posición en el Reino Unido. Robertson también ha escrito música para bandas sonoras y se ha desempeñado como presentador de televisión.

## Discografía

### Álbumes
- 1973: Wringing Applause (Ardent)
- 1976: Shadow of a Thin Man (Arista)
- 1980: Initial Success (Asylum)
- 1981: Bully for You (Asylum)
- 1982: R&BA (Asylum)
- 2005: The Platinum Collection (Warner)

## Filmografía

### Cine
| Año  | Título                | Papel          | Notas |
| ---- | --------------------- | -------------- | ----- |
| 1981 | The Monster Club      |                |       |
| 1982 | Living Apart Together | Ritchie Hannah |       |

### Televisión
| Año        | Título                            | Papel        | Notas       |
| ---------- | --------------------------------- | ------------ | ----------- |
| 1979–1981  | Top of the Pops                   | Él mismo     |             |
| 1980       | Ask Aspel                         | Él mismo     | 1 episodio  |
| 1980       | Jim'll Fix It                     | Él mismo     | 1 episodio  |
| 1980–1981  | Cheggers Plays Pop                | Él mismo     | 2 episodios |
| 1980, 1982 | Friday Night, Saturday Morning    | Él mismo     | 2 episodios |
| 1981       | Rock Goes to College              | Él mismo     | 1 episodio  |
| 1981       | The Kenny Everett Video Cassette  | Él mismo     | 1 episodio  |
| 1981       | Saturday Night at the Mill        | Él mismo     | 1 episodio  |
| 1981       | Six Fifty-Five Special            | Él mismo     | 1 episodio  |
| 1981       | Jock and Roll                     | Él mismo     | Telefilme   |
| 1981–1982  | Multi-Coloured Swap Shop          | Él mismo     | 2 episodios |
| 1981–1983  | Pop Quiz                          | Él mismo     | 3 episodios |
| 1982       | Dear Hearts                       |              | 6 episodios |
| 1982       | The Kenny Everett Television Show | Él mismo     | 1 episodio  |
| 1982       | B.A. in Music                     | Él mismo     | 7 episodios |
| 1982–1983  | Saturday Superstore               | Él mismo     | 3 episodios |
| 1983       | Diane Solomon Entertains          | Él mismo     | Telefilme   |
| 1985       | Kenny Everett's Christmas Carol   | Bob Cratchit | Telefilme   |
| 2000       | 100 Greatest TV Moments from Hell | Él mismo     |             |